# Нумитор
Ну́митор Сильвий (лат. Numitor Silvius) — царь Альба-Лонги (в Лации), потомок Энея, отец Реи Сильвии и дед легендарных основателей Рима — близнецов Ромула и Рема.
Согласно легенде, Нумитор был отстранён от власти младшим братом Амулием, который позаботился о том, чтобы дети Нумитора не смогли свергнуть его самого. Сын Нумитора, у разных авторов Лавз или Эгест, был убит, во время охоты, подручными своего дяди, а виноватыми в его смерти объявили разбойников. Дочь Рея Сильвия была вынуждена стать весталкой, тем самым приняв 30-летний обет безбрачия. На четвёртый год служения к ней в священной роще явился бог Марс, и Рея Сильвия родила от него двух сыновей, Ромула и Рема. Узнав об этом, Амулий заключил её под стражу, а детей приказал положить в корзину и бросить в реку Тибр. Однако корзину прибило к берегу у подножия Палатинского холма, где их вскормила волчица, а воспитанием занимались прилетевшие дятел и чибис. Впоследствии эти три животных стали священными для Рима. Ромула и Рема обнаружил царский пастух Фаустул, ребёнок которого перед этим умер. Жена Фаустула, Акка Ларентия, взяла близнецов в свой дом.
Когда Ромул и Рем выросли, они вернулись в Альба-Лонгу, где узнали тайну своего происхождения. Они убили Амулия и восстановили на троне своего деда Нумитора.
Иван Нетушил, анализируя имена персонажей мифа об основании Рима, указывал на обилие нелатинских имён. Так Дионисий Галикарнасский называет царя др.-греч. Νεμέτωρ. Нетушил считал, что данное имя возникло путём присоединения к корню νέμε— латинского суффикса —tor. Человек, придумавший имя царя, мог позаимствовать суффикс из названий римских магистратов претора или квестора. Из древнегреческого варианта имени Νεμέτωρ должен был получится Nemitor, однако в латинских текстах его зовут Numitor. Нетушил считал, что данный вариант возник в результате приноровления древнегреческого варианта к латинским именам Numitorius и Numa.